# American Motors Corporation
American Motors Corporation (AMC) var en amerikansk biltillverkare som bildades när Nash och Hudson slogs samman 1954. Företagets historia sträcker sig tillbaka till 1897. AMC kom att vara den fjärde fordonskoncernen i USA efter de tre stora ("Big three") General Motors, Ford och Chrysler. Märket AMC försvann i och med att Chrysler köpte företaget (och Renaults del) 1987.

## Historik

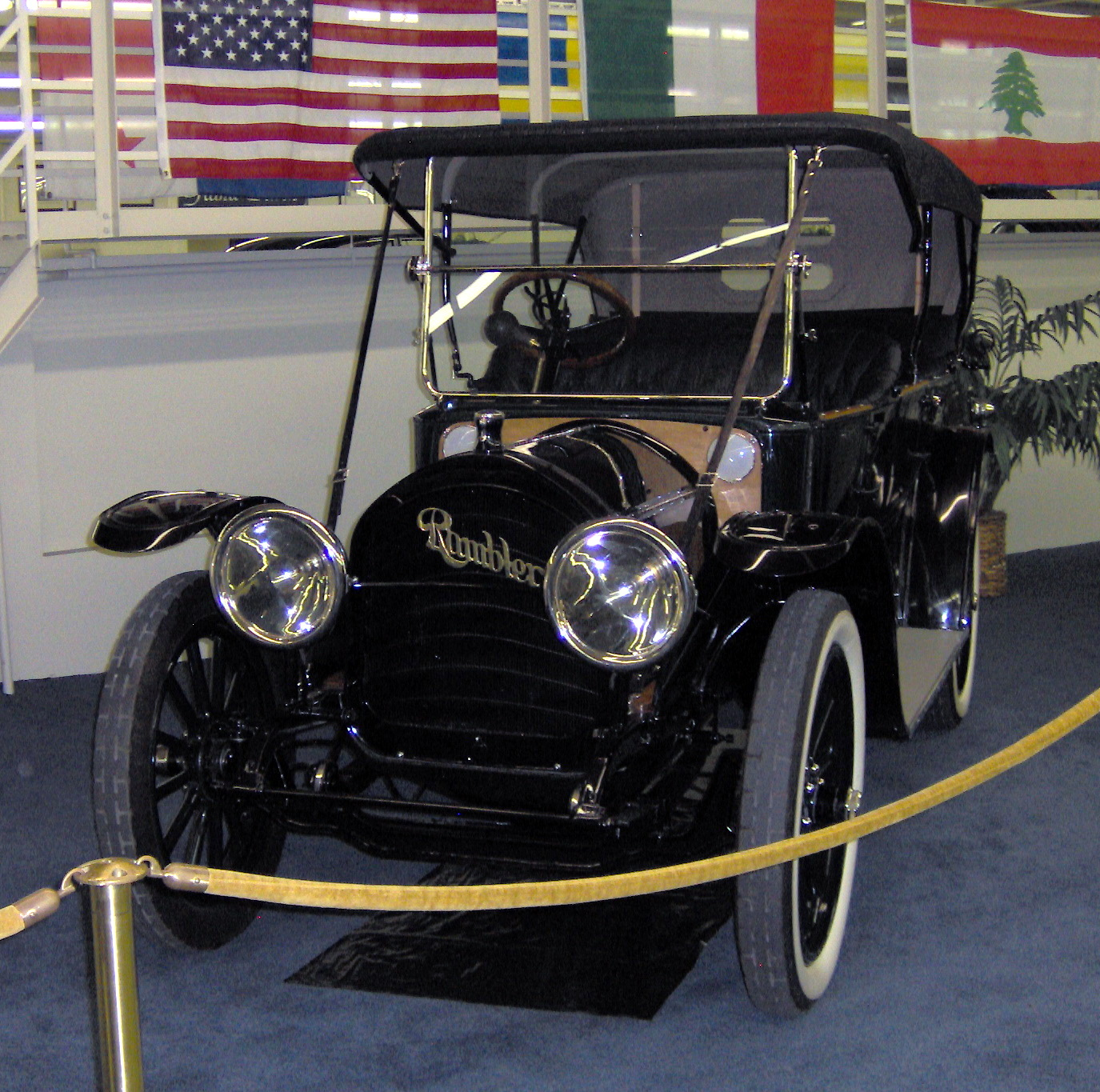
1913 Rambler

American Motors Corporation går tillbaka till det företag som grundades av Thomas B. Jeffery 1897. Jeffery byggde då sin första personbilsprototyp. 1900 köpte han Sterlin Bicycle Factory i Kenosha för att tillverka bilar under namnet Rambler. 1902 kom den första Ramblern ut från fabriken. Den första modellen byggdes i 1 500 exemplar som en av de första serietillverkade personbilarna i USA.
Jeffery avled 1910 och hans son Charles T. Jeffery övertog verksamheten och drev den vidare men efter att 1915 ha överlevt Lusitanias förlisning valde han året därpå att sälja företaget för att ta det lugnare. Köpare blev Charles W. Nash som ändrade namnet på företaget till Nash Motors.

## American Motors
American Motors skapades genom att Nash (Nash-Kelvinator Corporation) köpte upp Hudson (Hudson Motor Car Company) i januari 1954. Ny koncernchef blev George W. Mason som tidigare varit på Nash. Mason var den som drivit på samgåendet som han såg som den enda chansen för märkena att leva vidare och stå emot konkurrensen från the Big Three: General Motors, Ford och Chrysler. Samtidigt köpte Packard Studebaker varpå Studebaker-Packard Corporation (S-P)  bildades och samarbetade med AMC. Mason dog 1954 och den nya AMC-chefen George W. Romney klargjorde att man inte tänkte gå samman med Studebaker-Packard. 1964 slutade Studebaker att tillverkas och AMC kom att vara den enda större tillverkaren förutom de tre stora.

## 1950-talet

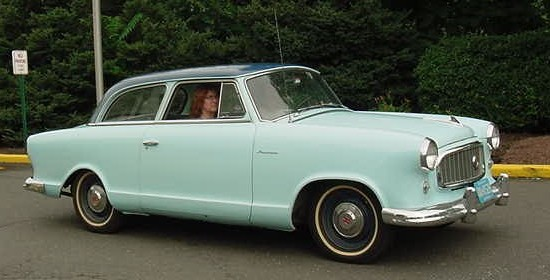
Rambler American (1959)

American Motors kom under de första åren att ha kvar märkena Nash och Hudsons produktlinjer. Försäljningsframgången Rambler såldes både som Nash och Hudson innan det blev ett eget märke. Nash modeller Statesman och Ambassador gjordes om till Hudson Wasp och Hudson Hornet. 1958 slutade man använda namnen Nash och Hudson och istället satsade man fram till 1969 på det populära namnet Rambler.

## 1960-talet

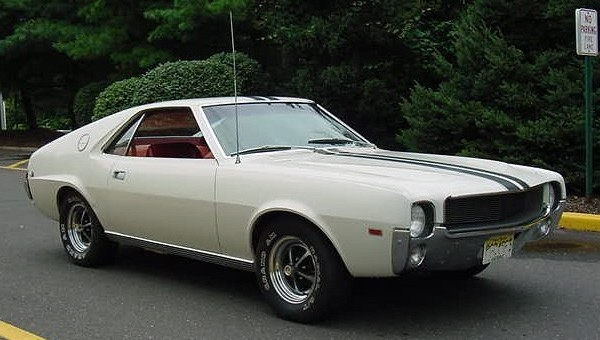
AMC AMX (1968)

AMC hade under 1960-talet ett samarbete med Renault som tillverkade versioner av Rambler Classic i Belgien 1963–67. Modellen  "Rambler Renault" skulle möta företagets brist på stora personbilsmodeller.
I slutet av 1960-talet fick man framgångar med muskelbilar som AMC AMX. AMC Javelin blev företagets motsvarighet till Ford Mustang.

## 1970-talet

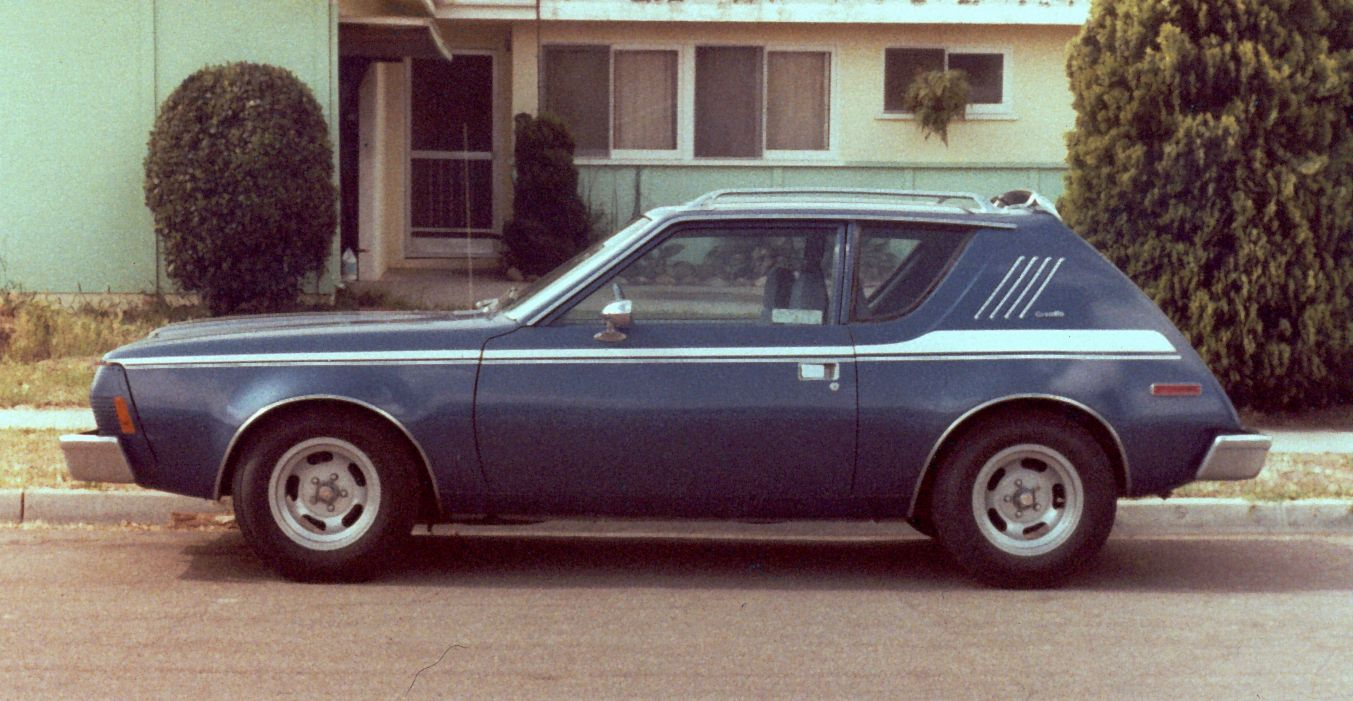
AMC Gremlin (1970-1978)

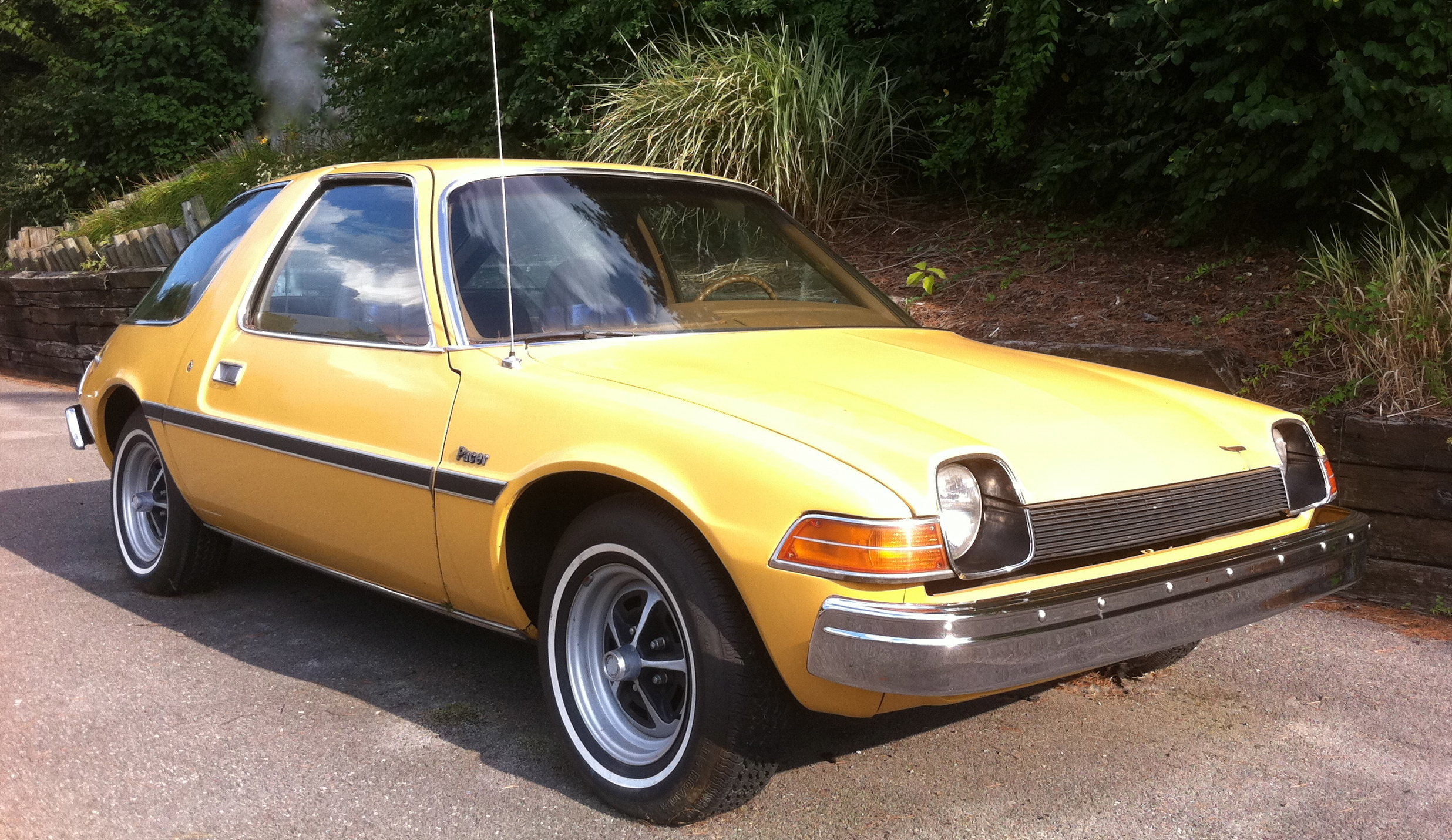
1975 AMC Pacer.

År 1970 köpte AMC Kaiser-Jeep som tillverkade Jeep. AMC var en föregångare när det gällde at använda samma plattform för flera olika modeller. Den nya Hornet-plattformen användes till exempel för AMC Gremlin som presenterades 1970. Hornet blev samtidigt företagets mest sålde bil efter Rambler Classic med över 860 000 sålda fram till 1977.
Framgångarna med Hornet och Gremlin gjorde att AMC satsade vidare på nya produkter. 1971 kom AMC Matador som ersättare för Rebel och 1975 kom AMC Pacer. Som en följd av den vikande marknaden på grund av oljekrisen, ställde man 1978 in produktionen av AMC Matador, som då var företagets största modell. 
I slutet av 1970-talet fick AMC ekonomiska problem, bland annat genom problem med motorleveranser till modellen Pacer. 1979 ingick man ett samarbete med Renault som 1980 blev delägare. Renault ville med köpet etablera sig på den nordamerikanska marknaden och Renault-modeller tillverkades i AMC:s fabriker. För den nordamerikanska marknaden tillverkades bl.a. Renault Premier och Renault Medallion. Under namnet Le Car sålde AMC Renault 5 på USA-marknaden.

## 1980-talet

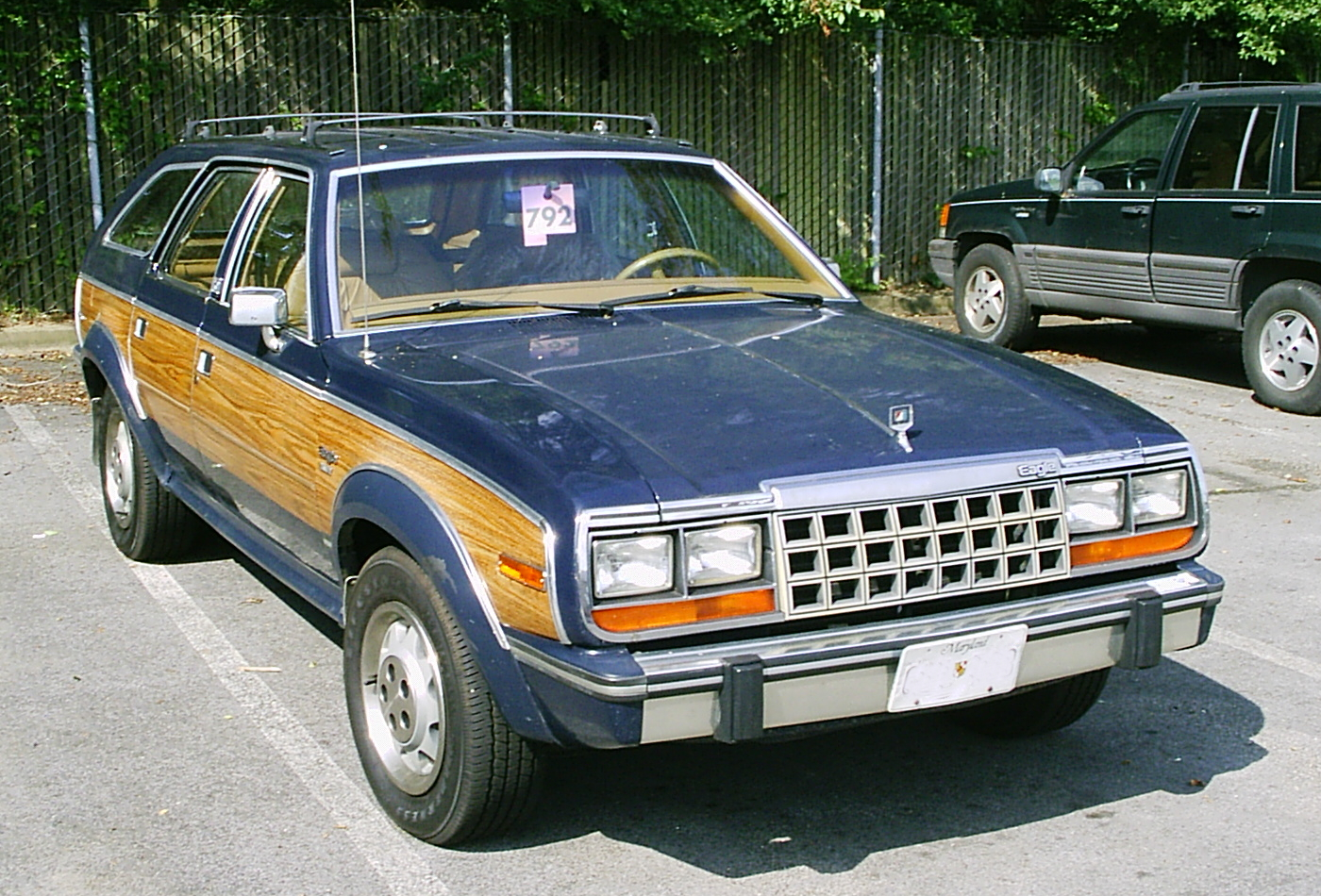
AMC Eagle.

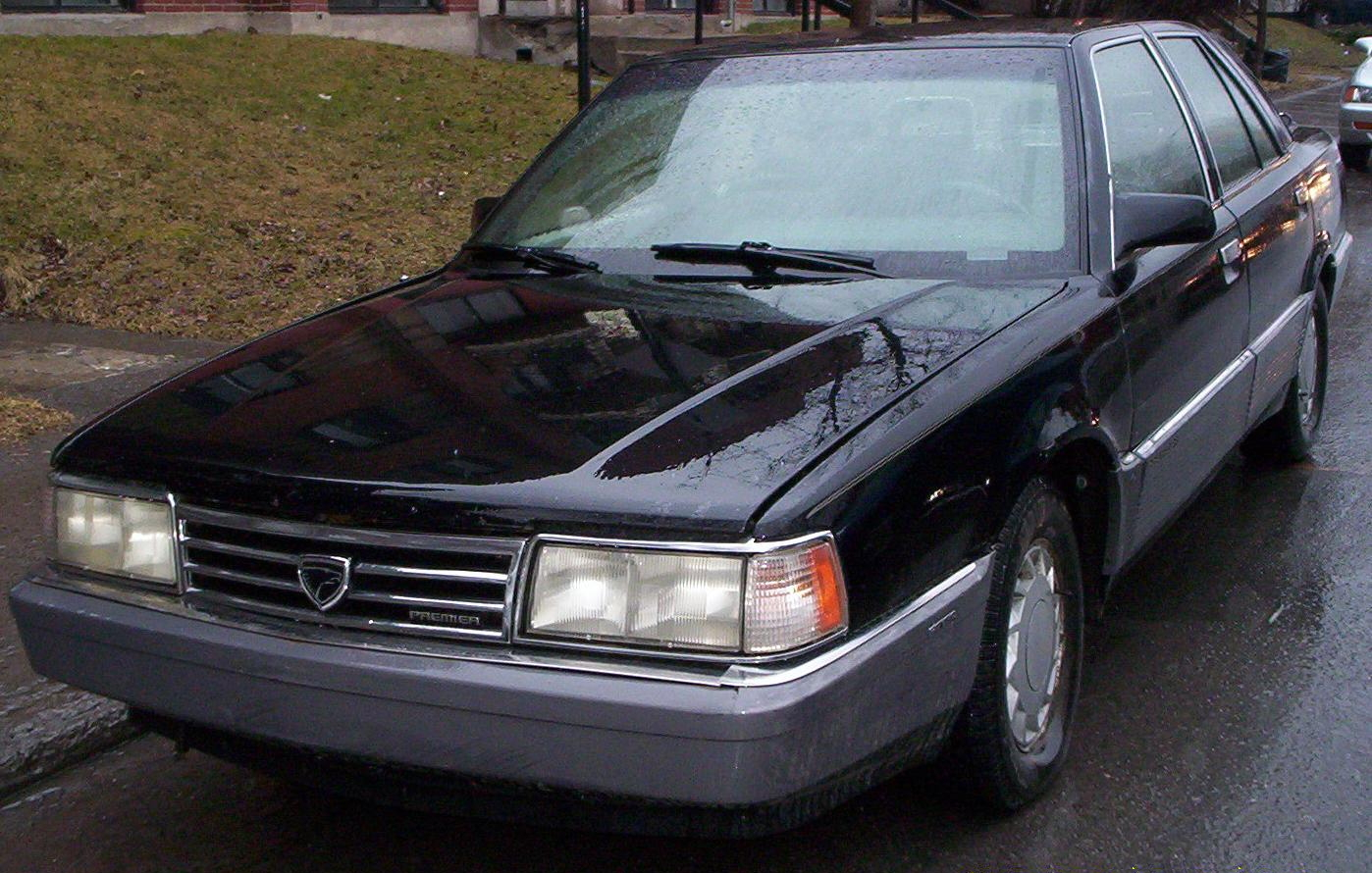
Eagle Premier såldes även under namnen AMC Premier och Renault Premier. Den hade gemensamma delar med Renault 25.

Under 1980-talet fick man framgångar med AMC Eagle och Jeep-modellerna men problemen fanns kvar. Delägaren Renault hade så stora utgifter för AMC att man för att finansiera detta lagt ner flera fabriker hemma i Frankrike och avskedat personal. Renaultchefen Georges Besse ville dock stanna kvar på USA-marknaden trots de enorma kostnaderna. 1986 mördades Georges Besse av Action Directe och 1987 sålde Renault, under Raymond H. Lévys ledning, sin andel i AMC vilket samtidigt innebar att Renault helt lämnade den nordamerikanska marknaden. Därefter köpte Chrysler Corporation AMC.  
Idag (2013) finns Jeep kvar som bilmärke i Chrysler, som i sin tur ingått ett globalt partnerskap med Fiat. Chrysler skapade efter övertagandet bilmärket Eagle, med modeller som Eagle Premier, då AMC blev företagets Jeep-Eagle division. Chryslerchefen Lee Lacoccas strategi var att komma åt varumärket Jeep som med den kommande modellen Grand Cherokee kom att få stor framgång. AMC hade också moderna fabriker som möjliggjorde ökad produktion samt ett återförsäljarnät som nu blev en del av Chrysler.

## Modeller
- 1958–1962: Metropolitan
- 1958–1962: Rambler (inklusive Rambler, Rambler Rebel, Rambler Classic)
- 1958–1969: Rambler American
- 1958–1965: Rambler Ambassador (1958-1962 även som "Ambassador by Rambler")
- 1963–1966: Rambler Classic
- 1965–1966: Rambler Marlin, AMC Marlin
- 1966–1974: AMC Ambassador
- 1967: AMC Marlin
- 1967–1970: AMC Rebel
- 1968–1970: AMC AMX
- 1968–1974: AMC Javelin
- 1970–1977: AMC Hornet
- 1970–1978: AMC Gremlin
- 1971–1978: AMC Matador
- 1975–1980: AMC Pacer
- 1978–1983: AMC Concord
- 1979–1983: AMC Spirit
- 1980–1988: AMC Eagle
- 1981–1983: Eagle SX/4
- 1983–1987: AMC Alliance (baserad på Renault 9)
- 1984–1987: AMC Encore (baserad på Renault 11)
- 1987–1989: Eagle Medallion (baserad på Renault 21)
- 1987–1992: Eagle Premier